# Ummo

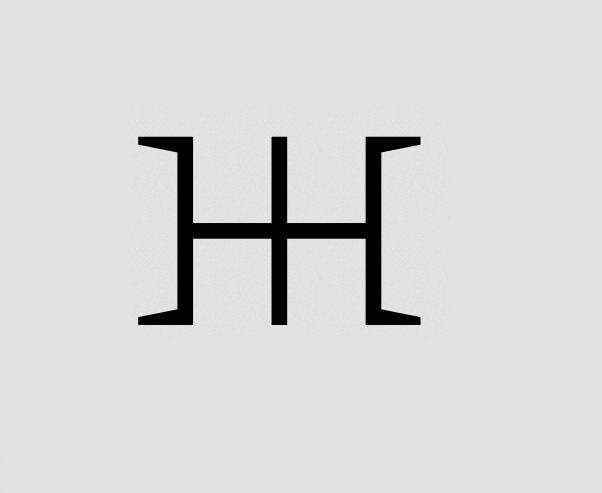
Symbol associerad till Ummo.

Ummo är namnet på en fiktiv exoplanet bebodd av en tekniskt avancerad civilisation, kallad Ummites, som påstås ha kontaktat grupper av människor som tror på fenomenet UFO genom att skicka brev och fotografier, eller via telefonsamtal och observationer. "Ummo-fallet" är namnet som omfattar allt relaterat till denna falska närkontakt.
Ansett som ett av de viktigaste och mest emblematiska fallen kopplade till ufologi i Spanien, var det ett fenomen av stor popularitet på 1960-, 1970- och 1980-talen, både bland allmänheten och i press och tv. Det fick också konsekvenser i länder i Latinamerika och i Frankrike.
I mitten av 1990-talet erkände vicepresidenten för Sociedad Española de Parapsicología José Luis Jordán Peña, teknisk ingenjör i Spanien, specialiserad på parapsykologi, att han var skaparen och anstiftaren till detta bedrägeri. Trots hans uttalanden har Ummo och "Ummo-fallet" gett upphov till en omfattande bibliografi. Konferenser och dokumentärer dyker med jämna mellanrum upp i informativa eller mystiska program som Milenio 3. År 2022 visades det att, trots bevis på motsatsen, fortsätter personer att tro på fenomenet (som José Luis Jordán Moreno, son till dess skapare) och grupper, såsom Ummo sciences eller Daughters of Ummo, som anser det vara sanna fakta.